# Klemm Kl 151
Il Klemm Kl 151 era un monomotore da collegamento e da trasporto leggero ad ala bassa sviluppato dall'azienda tedesca Leichtflugzeugbau Klemm GmbH nei primi anni quaranta e rimasto allo stadio di prototipo.
Derivato dal Messerschmitt Bf 108 "Taifun", del quale manteneva l'aspetto generale tranne per le dimensioni leggermente ridotte e la costruzione interamente lignea, era destinato a diventarne il sostituto nella fornitura ai reparti della Luftwaffe.

## Storia del progetto
Nel 1940 Hanns Klemm, proprietario dell'azienda che portava il suo nome, venne contattato dal Generalluftzeugmeister Ernst Udet, che a quel tempo dirigeva il Reichsluftfahrtministerium (RLM), il ministero deputato all'intero controllo dell'aviazione civile e militare tedesca del periodo, per avviare lo sviluppo di un nuovo modello destinato a sostituire il Messerschmitt Bf 108 "Taifun", velivolo di costruzione interamente metallica, in gran parte di duralluminio. Tra le caratteristiche, benché dovesse utilizzare materiali non strategici per supplire alla priorità data a modelli da combattimento durante il periodo della seconda guerra mondiale, vi era quello di mantenere inalterato il disegno originale progettato da Willy Messerschmitt per conto della Bayerische Flugzeugwerke (BFW).
Del progetto si occuparono direttamente Klemm, già autore dei disegni dei primi modelli prodotti dall'azienda, in collaborazione con il direttore dell'ufficio tecnico Carl Bucher. Tuttavia lo sviluppo del nuovo modello, al quale venne assegnata la designazione Kl 151, incontrò fin dal principio delle notevoli difficoltà. Per accelerare i tempi di realizzazione si decise di adottare componenti, le ali e la fusoliera, derivati dal precedente Kl 107 a carrello fisso. Dato che la fusoliera risultava così eccessivamente breve, Bucher decise di aggiungere una sezione verso coda realizzata con struttura tubolare in acciaio rivestita in lamiera e che ospitava anche il ruotino d'appoggio, elemento posteriore del carrello d'atterraggio. Inoltre le ali vennero allargate nella sezione delle radici e spostate in avanti per ritrovare un miglior baricentro e per permettere l'inserimento, al posto dei due sedili posteriori presenti nel Kl 107, di serbatoi supplementari di combustibile.
Il primo prototipo, identificato come Kl 151 V1, venne terminato nel corso del 1942, equipaggiato con un motore Argus As 10 P, un 8 cilindri a V rovesciato raffreddato ad aria in grado di erogare una potenza pari a 240 PS (177 kW), tuttavia era previsto che la versione di preproduzione, la Kl 151 B-0 mai costruita, montasse il più potente Argus As 410, un V12 rovesciato sempre raffreddato ad aria, da 355 PS (261 kW). Il Kl 151 V1, immatricolato TB+QK, venne portato in volo per la prima volta il 10 settembre di quello stesso anno dal campo d'aviazione presso Böblingen, ai comandi del pilota collaudatore aziendale Karl Voy.
Dopo le iniziali prove di volo, il 19 febbraio 1943 il Kl 151 V1 venne trasferito ad Adlershof presso la sede del Deutsche Versuchsanstalt für Luftfahrt dove terminò con successo l'intero programma il successivo 1º marzo.
Benché il modello offrisse buoni risultati, le esigenze operative di tale modello nei reparti della Luftwaffe dislocati sul fronte orientale creavano preoccupazioni nella robustezza del carrello, punto debole del Bf 108 che doveva sostituire e che provocava cedimenti a causa delle caratteristiche del terreno su cui doveva operare. Benché ancora fisso, come il modello da cui derivava, e non retrattile come richiesto dalla specifiche richieste dall'RLM, il carrello del Kl 151 V1 venne modificato adottando una struttura tubolare con configurazione "ad Y", con due semigusci in acciaio saldati insieme per fornire il supporto agli ammortizzatori su ogni lato.
I successivi test, dove Klemm utilizzò il V1 anche come velivolo personale, furono interrotti quando, a causa di un bombardamento alleato del luglio 1944, il velivolo venne distrutto. L'RLM decretò allora lo spostamento del secondo prototipo, il Kl 151 V2 ancora in fase di costruzione, presso la Zlinská Letecká Akciová Spolecnost ad Otrokovice, nell'allora Protettorato di Boemia e Moravia, alla quale venne assegnato il compito di portare a termine lo sviluppo ed iniziare la produzione in serie del modello. Il progetto venne ulteriormente modificato adottando un carrello finalmente retrattile ma a causa della controffensiva sovietica non fu possibile né terminare il prototipo con le ultime modifiche né tanto meno avviarne la produzione.
Al termine del conflitto venne considerata la possibilità di riproporre sul mercato il Kl 151 ma alla fine Klemm decise di concentrarsi su un ulteriore sviluppo del Kl 107, la versione Kl 107 A.